# Euplexaura cervicornis
Euplexaura cervicornis är en korallart som beskrevs av Stiasny 1935. Euplexaura cervicornis ingår i släktet Euplexaura och familjen Plexauridae. Inga underarter finns listade i Catalogue of Life.